# William Gregor
William Gregor (* 25. Dezember 1761 in Trewarthenick, Cornwall, England; † 11. Juni 1817 in Creed, Cornwall) war ein englischer Geistlicher und Mineraloge.

## Leben
Seine Eltern waren Francis und Mary Gregor (geb. Copley). Er besuchte die Bristol Grammar School. 1784 machte er am St. John’s College in Cambridge die Magisterprüfung und zog im selben Jahr nach Diptford in Devon, wo er Vikar an der St Mary’s Church wurde. Er heiratete Charlotte Anne Gwatkin 1790 und zog mit ihr in ein Pfarrhaus nach Creed, wo er auch viele verschiedene Minerale analysierte, die er in Cornwall entdeckt hatte.
1791 fand Gregor in einem Mineral aus dem Tal Menaccan (Cornwall) ein bisher unbekanntes Metall, dass er als Menachine bezeichnete. Als Martin Heinrich Klaproth 1795 ebenfalls ein neues Metall in einem „roten Schörl“ (Rutil) entdeckte, nannte er es Titanium nach den Titanen aus der Griechischen Mythologie. 1797 erkannte man, dass beide Metalle identisch waren, allerdings setzte sich der später vergebene Name Titan durch. Das Mineral, welches von Gregor als Eisen-Titan-Oxid (FeTiO3) bestimmt wurde, erhielt zunächst den Namen Menaccanit (auch Menachanit, Menakanit oder Menakan), wurde dann aber nach Adolph Theodor Kupffer (1799–1865) als Ilmenit bezeichnet.
Gregor fand zwischen 1796 und 1800 noch weitere Minerale, in denen Titan vorkommt wie z. B. in einer Korundvarietät aus Tibet und in Turmalinen aus einer Zinn-Mine.
Reverend William Gregor starb im Alter von 55 Jahren an Tuberkulose.